# Pożarów (województwo lubuskie)
Pożarów (niem. Brennstadt) – wieś w Polsce, w województwie lubuskim, w powiecie żagańskim, w gminie Żagań. Przez miejscowość przebiega droga wojewódzka nr 295.

## Nazwa
12 lutego 1948 r. ustalono urzędową polską nazwę miejscowości – Pożarów, określając drugi przypadek jako Pożarowa, a przymiotnik – pożarowski.

## Historia
Ślady archeologiczne wskazują na istnienie miejscowości już we wczesnym średniowieczu. W obecnym kształcie (ulicówka) powstała zapewne w XIV wieku. Posiada zabudowę z przełomu XIX i XX wieku.
W latach 1975–1998 miejscowość należała administracyjnie do województwa zielonogórskiego.

## Demografia
Liczba mieszkańców miejscowości w poszczególnych latach:
| Rok  | Ilość mieszkańców |
| ---- | ----------------- |
| 1998 | 218               |
| 2002 | 205               |
| 2009 | 201               |
| 2011 | 217               |
| 2021 | 193               |
| 2022 | 193               |